# 新生南路
新生南路是臺北市主要南北向道路之一，即日治時代「堀川」（也稱「特一號排水溝」）兩側的道路「堀川通」，以及將水道加蓋後，與溝渠兩側6米寬所設置之道路。屬雙向道路，一向三道，共有三段，北接新生北路一段及松江路，南抵羅斯福路。台北捷運中和新蘆線忠孝新生站至東門站間即有一小段位於此路底下。

## 概要
新生南路的一大特色，就是擁有為數眾多的學校、宗教組織及大型公園，新生南路一段有大安森林公園；二段有金華國中、新生國小；三段有國立臺灣大學。此外，由於此路由北而南依續有「台北衛理堂」、「觀音像」（大安森林公園內）、「安息日會台北教會」、「聖家堂」、「清真寺」、「真理堂」、「懷恩堂」，其週邊道路巷弄亦有許多宗教組織（台北信友堂、靈糧堂、法國號教會、長老教會），因此本路又俗稱「天堂之路」，但罕用。
臺北市政府都市發展局曾提議將新生南北路縮小路幅，拆除水道上方道路與橋樑，仿造首爾清溪川計畫以再現堀川的構想。但在交通問題極大的台北市，相關建議遲未付諸實現。

## 分段
新生南路共分三段。
- 一段：北於八德路與新生北路一小段相接後，接續松江路，南於信義路與新生南路二段相接。
- 二段：北於信義路與新生南路一段路相接，南於和平東路與新生南路三段相接。
- 三段：北於和平東路與新生南路二段相接，南抵羅斯福路。

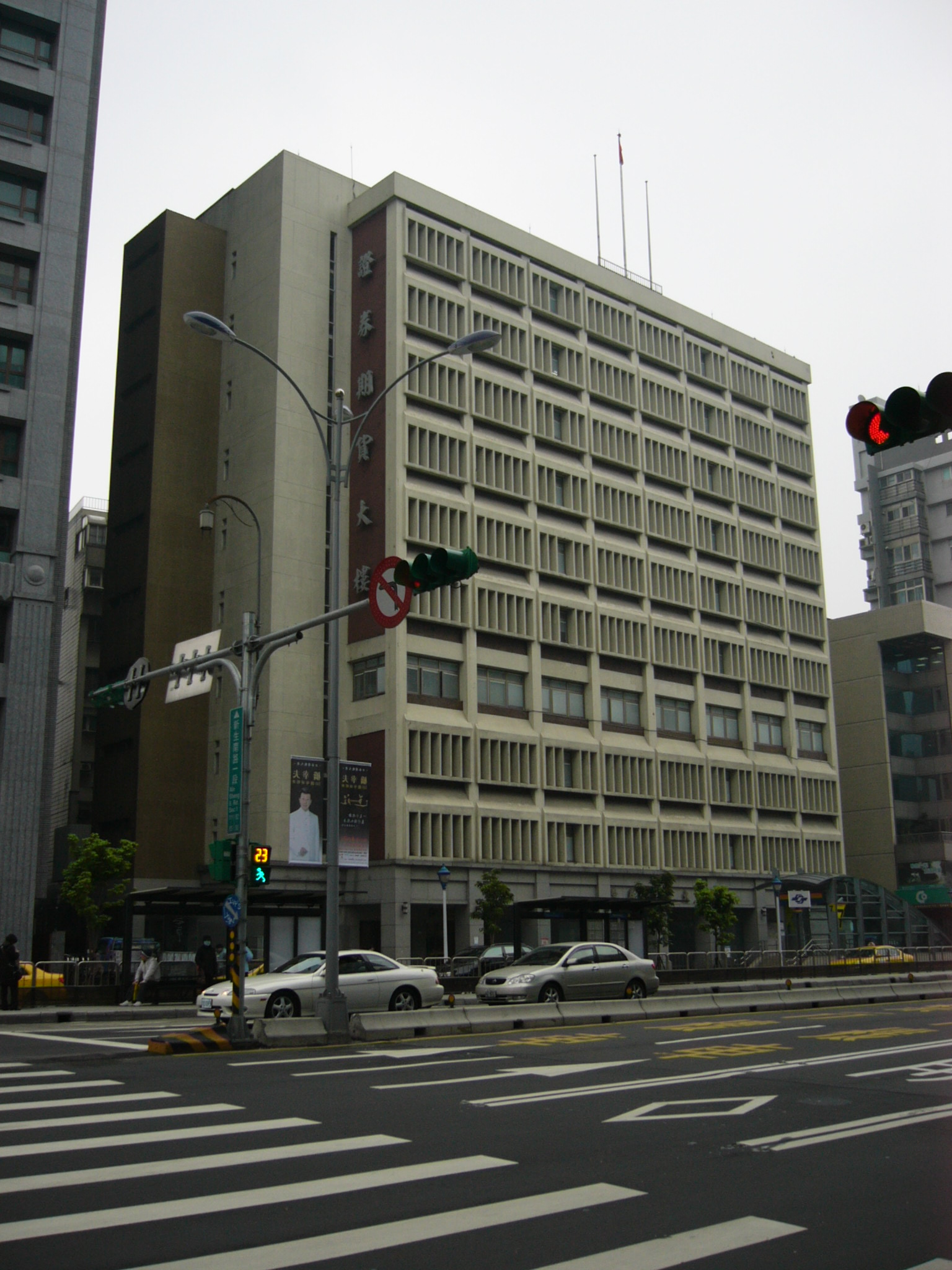
新生南路一段-「證券期貨大樓」,沈祖海設計(85號)
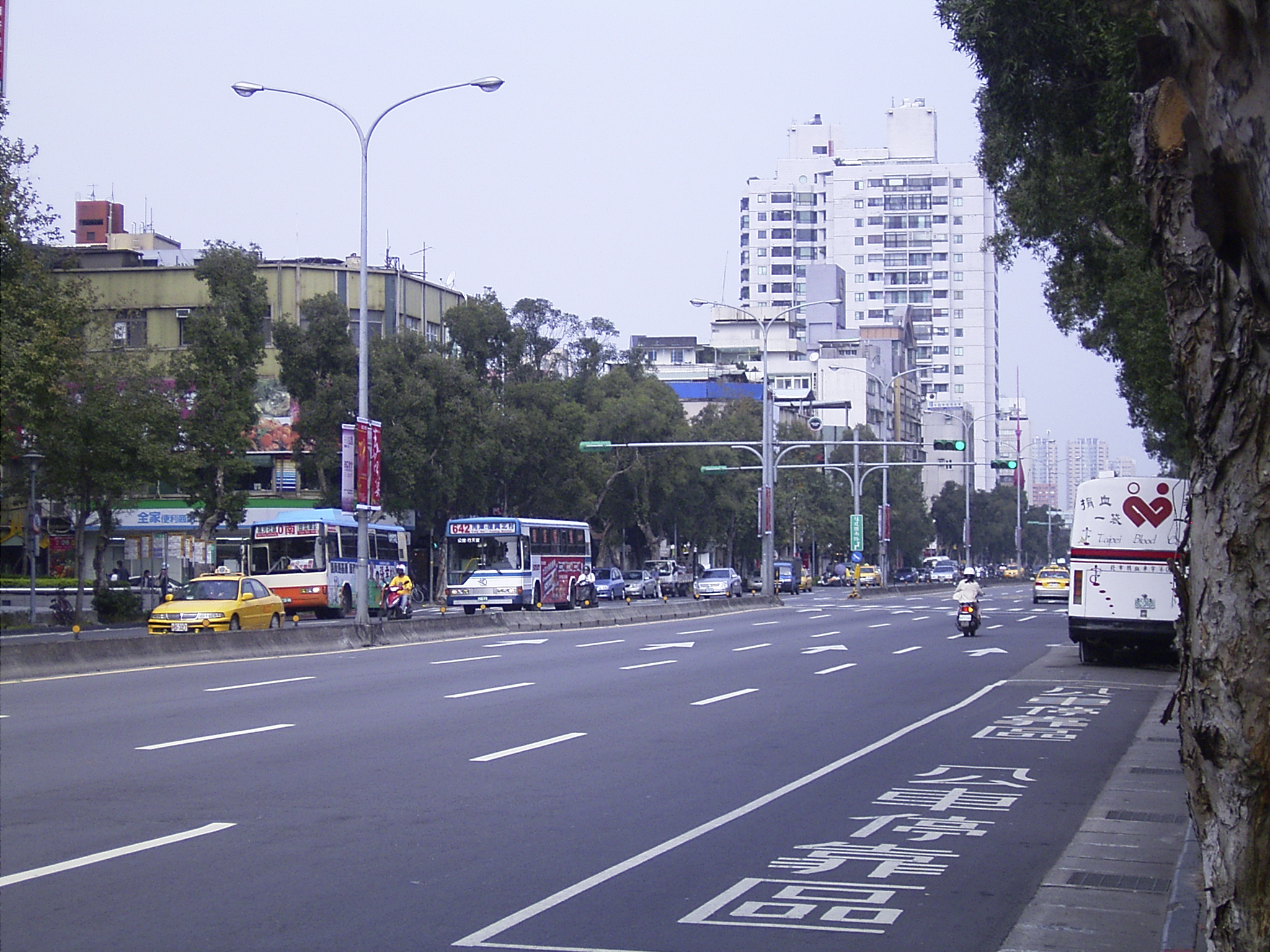
新生南路三段

## 歷史
- 1933年，日治政府為兼具防洪和排水，新建筆直的排水路「特一號排水」，也稱為「堀川」，並在水道兩旁修築道路，當時稱為「堀川通」，即為今日之新生南路、北路。
- 二次大戰後，命名為新生南路、北路。
- 1972年，為拓寬新生南路，臺北市政府完成「特一號排水溝」第一階段的加蓋工程。

## 沿線設施
（由北至南）
- 一段
  - 光華商圈（八德路口）
  - 國立臺北科技大學（忠孝東路口）
  - 捷運忠孝新生站（忠孝東路口）
  - 臺北市公共自行車租賃系統捷運忠孝新生站
  - 微笑單車捷運忠孝新生站服務中心
  - 金融監督管理委員會證券期貨局（85號）
  - 臺北市政府警察局大安分局（仁愛路口）
  - 中華基督教衛理公會台北衛理堂（113號，濟南路口）
  - 新生市場（134之1號）
  - 臺北市客家藝文活動中心（157巷19號3F）
  - 臺北市政府警察局大安分局交通分隊（157巷19號4F）

- 二段
  - 大安森林公園（1號）
  - 捷運大安森林公園站(出口1、出口2)
  - 臺北市公共自行車租賃系統捷運大安森林公園站
  - 國運新城（18號，行政院院長官邸）
  - 臺北市立金華國民中學（32號）
  - 臺北市大安區新生國民小學（36號）
  - 台北聖家堂（50號）
  - 台北清真寺（62號）
  - 大安區行政中心（86號）

- 三段
  - 紫藤廬（16巷1號，市定古蹟）
  - 王雲五紀念館（19巷8號）
  - 臺北市大安區龍安國民小學（33號）
  - 行政院人事行政總處公務人力發展學院臺北院區（30號）
  - 真理堂（86號）
  - 懷恩堂（90號）
  - 國立臺灣大學（羅斯福路口）
  - 臺北市公共自行車租賃系統羅斯新生路口站

## 公車站
- 光華商場站
- 捷運忠孝新生站 （往南停車是在濟南路口）
- 仁愛新生路口站
- 信義新生路口站
- 金華新生路口站
- 和平新生路口站（只有向南停車）
- 龍安國小站
- 臺大綜合體育館站
- 台大站